# Jan Świejkowski
Jan Świejkowski – oficer polski, uczestnik wojny polsko-rosyjskiej 1792.
Służył w 5 Brygadzie Kawalerii Narodowej, gdzie 9 listopada 1789 został majorem, 24 lutego 1792 wicebrygadierem i wreszcie 24 lipca 1792 brygadierem.